# Richard Kaaserer
Richard Kaaserer (* 21. August 1896 in Trient; † 24. Januar 1947 in Belgrad) war ein österreichischer SS-Oberführer und Oberst der Polizei sowie SS- und Polizeiführer (SSPF).

## Werdegang
Richard Kaaserer war der Sohn eines Gendarmerieleutnant-Rechnungsführers. Nach dem Volksschul- und zweijährigem Gymnasialbesuch in seiner Heimatstadt wechselte er auf die Militärunterrealschule in Straß und danach auf die Militäroberrealschule in Mährisch-Weißkirchen. Kaaserer diente im Ersten Weltkrieg bei einem kroatischen Infanterieregiment der k.u.k. Armee und war nach Kriegsende Berufsoffizier bis 1922 in der österreichischen Armee. Von 1922 bis 1925 gehörte er dem Bund Oberland und von 1928 bis 1932 dem Steirischen Heimatschutz an. Zum 1. Juni 1932 trat er der NSDAP bei (Mitgliedsnummer 1.087.778) und am 15. Juli desselben Jahres auch der SS (SS-Nummer 9.774). Ab 1932 führte er zudem SS-Standarten in Wien. Kaaserer, der im Juli 1933 nach Deutschland flüchtete und 1934 nach Österreich zurückkehrte, wurde aufgrund seiner nationalsozialistischen Gesinnung von Juli 1934 bis Oktober 1937 in Österreich inhaftiert.
Ab 1937 war er hauptamtlicher SS-Führer und war ab Dezember 1939 bei der Einwandererzentralstelle Litzmannstadt tätig. Von Ende 1940 bis Sommer 1943 war er beim Rasse- und Siedlungshauptamt eingesetzt, zunächst bis Dezember 1941 als Amtschef des Sippenamtes (Nachfolger von Wilhelm Osiander) und dann auch als Leiter des Ahnentafelamtes. Ab Juni 1942 war Kaaserer zudem Angehöriger der Waffen-SS und dort bis Anfang 1943 Kommandeur des 1. Bataillons des SS-Gebirgs-Jäger-Regiments 2 der 7. SS-Freiwilligen-Gebirgs-Division „Prinz Eugen“. Wegen der Misshandlung und entwürdigenden Behandlung volksdeutscher Rekruten seiner Einheit wurde Kaaserer vor dem Obersten SS- und Polizeigericht in München im Sommer 1943 angeklagt und erhielt danach durch Heinrich Himmler einen strengen Verweis.
Ob er von Juli 1943 bis Mai 1944 als Polizeigebietsführer in Knin eingesetzt war, ist ungesichert, er gehörte jedenfalls dem Stab des Höheren SS- und Polizeiführers (HSSPF) in Kroatien Konstantin Kammerhofer an. Am 14. Mai 1944 enthob Himmler SS-Oberführer Kaaserer als SS- und Polizeiführer (SSPF) in Kroatien seines Amtes, weil er „in Bezug auf Alkohol und Weiber gerade auf dem Balkan nicht die Selbstbeherrschung an den Tag legt, die erwartet werden muss“. Von Juni 1944 bis November 1944 war er SSPF Sandžak und anschließend bis Kriegsende SSPF Mitte-Norwegen. Nach Kriegsende wurde er in Norwegen verhaftet und nach Jugoslawien ausgeliefert. Kaaserer wurde in Belgrad zum Tode verurteilt und im Januar 1947 hingerichtet.

## Auszeichnungen
| Kaaserers SS- und Polizeiränge | Kaaserers SS- und Polizeiränge              |
| Datum                          | Rang                                        |
| ------------------------------ | ------------------------------------------- |
| November 1933                  | SS-Obersturmbannführer                      |
| Juni 1938                      | SS-Standartenführer                         |
| November 1940                  | SS-Oberführer und Oberst der Polizei        |
| Juni 1942                      | SS-Hauptsturmführer der Reserve (Waffen-SS) |
| Oktober 1942                   | SS-Sturmbannführer der Reserve (Waffen-SS)  |

- Verwundetenabzeichen (1918) in Schwarz
- Blutorden
- Landesorden
- Eisernes Kreuz (1939) II. Klasse
- Kriegsverdienstkreuz (1939) II. Klasse mit Schwertern
- Ehrendegen des Reichsführers SS
- Totenkopfring der SS